# ایالو
ایالو یک روستا در ایران است که در دهستان انگوران واقع شده‌است. ایالو ۳۴۲ نفر جمعیت دارد.
درآمد ساکنان آن از کشاورزی و دامپروری تامین میشود و عمده محصول زراعی آن گندم می باشد.
طرح هادی در آن اجرا شده و به لحاظ شاخص بهداشتی در حد مناسبی است.
یک کوه سنگی  (دیواره سنگی)  بسیار دیدنی در سمت شرقی روستا وجود دارد که برای علاقمندان کوهنورذی و سنگنوردی می تواند بسیار جذاب و دیدنی  باشد و سد در حال احداث در مسیر راه روستا که برای گردشگری مناسب است. 